# 布雷佐迪贝德罗
布雷佐迪贝德罗（義大利語：Brezzo di Bedero），是意大利瓦雷泽省的一个市镇。总面积8平方公里，人口1162人，人口密度145.3人/平方公里（2009年）。国家统计（ISTAT）代码为012020。